# 0x10c
0x10c — запланована відеогра від Маркуса «Нотча» Перссона, автора гри Minecraft. Станом на 2025 рік розробка припинена.

## Сюжет
У паралельному Всесвіті, де космічні гонки ніколи не закінчувалися, міжзоряні перельоти набули популярності серед корпорацій і багатих людей.
У 1988 році була винайдена новітня капсула для сну, сумісна зі всіма популярними 16-бітними комп'ютерами. На жаль, вони використовували зворотний порядок байт, тоді як DCPU-16, процесор, за допомогою якого ці капсули функціонували, вимагав прямий порядок. Це призвело до серйозної помилку в підключених драйверах, в результаті якої сон в капсулі продовжувався не 0x0000 0000 0000 0001 рік, а 0x0001 0000 0000 0000 (281 474 976 710 656) років.
Настав 281 474 976 712 644 рік, і перші люди стали прокидатися у Всесвіті, що знаходиться на межі зникнення. Всі далекі галактики загубилися в червоному зсуві, утворення нових зірок давно припинилося, і величезні чорні діри переважають в галактиці.

## Особливості
- веселий геймплей;
- купа різних способів розробки;
- повністю функціонуюча комп'ютерна система;
- битви в космосі проти штучного інтелекту та інших гравців;
- занедбані кораблі, повні скарбів;
- клейка стрічка!
- легкий спуск на планети;
- розвинена економічна система;
- випадкові зіткнення
- видобуток, торгівля та збір скарбів;
- одиночна і мережева гра.

### DCPU-16
Однією з особливостей гри є 16-бітний процесор DCPU-16. На сайті гри представлена специфікація асемблеру для цього процесору. Відомо що він буде підтримувати 128 кілобайт оперативної пам'яті, дозволить працювати з графікою.
На сайті анонсовані наступні периферійні пристрої до DCPU:
- Монітор[1] розмір 32х12 символів.
- Клавіатура[2]
- Внутрішній годинник[3]
- Дисковод гнучких дисків[4]
- Капсула сну[5]
- Векторний дисплей[6]

## Факти
- DCPU-16 використовую little-endian порядок байт;
- Задовго до виходу гри на GitHub була додана підтримка асемблеру для процесору DCPU;
- Процесор не вміє працювати з окремими байтами, а працює лише з 16-бітними словами;
- 13 квітня почався конкурс на найкращу програму для DCPU-16[7].

## Розробка
Нотч планує розробляти гру в такому ж стилі, як і Minecraft: випустити бета-версію, а потім доповнювати її патчами. Планується, що ігрова фізика буде розраховуватися на серверах гри навіть у відсутність гравця, тому багатокористувацька частина, найімовірніше, буде платною. Одиночну гру обіцяється зробити безкоштовною. З інтерв'ю (10 вересня 2012) Нотч сказав, що протягом півроку гра буде готова.
Однак осінню 2013 року розробка була припинена, про що Нотч написав у своєму твітері.
Після скарг геймерів на рахунок припинення розробки, Нотч «скинув» в інтернет все, що він встиг зробити і дозволив усім бажаючим доробити гру.